# Утилітаризм

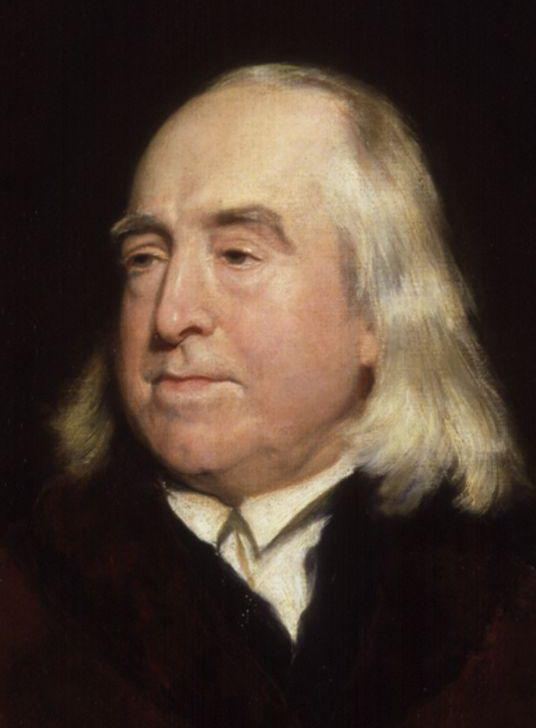
Джеремі Бентам

Утилітари́зм — багатозначний термін, зокрема, залежно від контексту:
1. Ідеалістичне філософсько-етичне вчення, в основі якого лежить оцінювання речей, предметів, процесів, явищ з погляду їхньої корисності, можливості їхнього використання для досягнення цілей і задоволення потреб; зародилося у Великій Британії в XIX столітті; пізніше розвинене економістами австрійської школи у вигляді теорії корисності.
2. Принцип оцінювання всіх предметів, процесів, явищ, відомостей тільки з погляду їхньої корисності, можливості служити засобами для досягнення яких-небудь цілей.
3. Напрям в етиці, який вважає користь основою моральності.
4. Вузький практицизм, прагнення діставати з усього безпосередню матеріальну вигоду, користь.

Вчення отримало значне поширення у Великій Британії в XIX столітті, відбиваючи умонастрої деяких верств англійських ліберальних кіл.
Джеремі Бентам, основоположник утилітаризму, вважав основою моралі корисність, яку він ототожнював із насолодою. Виходячи з натуралістичного і позаісторичного розуміння природи людини, Бентам бачив кінцеве призначення моралі в тому, щоб сприяти природному прагненню людей відчувати насолоду й уникати страждань. У сприянні «найбільшому щастю» (задоволенню) для «найбільшого числа людей» і полягає, згідно з Бентамом, сенс етичних норм і принципів.